# Nana-Grébizi
Nana-Grébizi (també anomenada: Gribingui) és una de les dues prefectures econòmiques de la República Centreafricana. Està situada en el centre-nord del país. La seva capital és Kaga Bandoro. Frontereja amb les prefectures d'Ouham a l'oest, Kémo al sud, Ouaka al sud-est, i Bamingui-Bangoran a l'est.
Nana-Grébizi avança, encara que lentament, un programa de desarmament, desmobilització i reinserció en la societat civil llançat pel govern centrafricà en col·laboració amb el Programa de les Nacions Unides per al Desenvolupament (PNUD). En aquesta prefectura s'han identificat ja tres-cents homes armats, molts dels quals van donar suport al cop d'estat per l'actual Cap d'Estat, el general François Bozizé.